# Goeldiella eques
Goeldiella eques är en fiskart som först beskrevs av Müller och Troschel, 1849.  Goeldiella eques ingår i släktet Goeldiella och familjen Heptapteridae. Inga underarter finns listade i Catalogue of Life.